# РИТМ-400
РИТМ-400 — проект российского водо-водяного ядерного реактора, разрабатываемый ОКБМ имени И. И. Африкантова.
Реактор будет использован на атомном ледоколе проекта 10510 «Лидер». Планируется что его мощность позволит обеспечить круглогодичную проходимость по Северному морскому пути; строительство первого ледокола началось 5 июля 2021 года на дальневосточной судоверфи «Звезда». 
После обоснования экономической эффективности использования реактора РИТМ-400, будет возможно его применение на гражданских танкерах и газовозах .

## Разработка
Разработкой ЯЭУ занимается ОКБМ им. И. И. Африкантова.
Предполагается готовность техпроекта к началу 2018 года.
Предполагаемый цикл изготовления реактора 2,5 года.
В феврале 2022 года на АО «ЗиО-Подольск» началась механическая обработка поковок частей корпуса реактора, чем был дан старт основному этапу изготовления его корпуса и, соответственно, всего реактора. В мае 2025 изготовлен первый корпус реактора РИТМ-400. 

## Конструкция
Конструкция и компоновка реактора РИТМ-400 сделана на основе максимальной унификации с реактором РИТМ-200, который создан для ледоколов проекта «Арктика». Он также выполнен по двухконтурной схеме, с четырьмя парогенераторами, интегрированными в корпус активной зоны. Главное отличие РИТМ-400 — это увеличение мощности реактора в два раза, что позволяет ледоколу преодолевать льды толщиной до 4 метров для проводки крупнотоннажных судов.
Планируемая мощность на валах — 110—130 МВт.
Общая характеристики конструкции реактора РИТМ-400, согласно данным ОКБ имени И. И. Африкантова:
- интегральная компоновка основного оборудования первого контура (всё оборудование размещено в одном корпусе);
- компактный прямоточный парогенератор;
- кассетная активная зона с повышенными показателями ресурса и срока службы;
- максимальная унификация с РИТМ-200 по перегрузочному комплексу[8].

## Характеристики
- Мощность тепловая — 315 МВт (одного реактора)
- Мощность на винтах — 120 МВт (двух реакторов)
- Габариты одной реакторной установки в защитной оболочке — 8,2 × 9 × 17 м
- Масса реакторной установки в защитной оболочке — 2 × 1936 т

Общий срок службы — 40 лет.
Энергозапас активной зоны реактора РИТМ-400 составляет 6 ТВт*ч, период между перегрузками топлива достигает 5,7 лет. Реактор может непрерывно работать 26 тыс. часов.